# Colonia Villar
Colonia Villar är en ort i Mexiko.   Den ligger i kommunen Malinaltepec och delstaten Guerrero, i den sydöstra delen av landet, 240 km söder om huvudstaden Mexico City. Colonia Villar ligger 2 331 meter över havet och antalet invånare är 126.
Terrängen runt Colonia Villar är kuperad åt nordost, men åt sydväst är den bergig. Runt Colonia Villar är det ganska glesbefolkat, med 22 invånare per kvadratkilometer. Närmaste större samhälle är Malinaltepec, 9,1 km söder om Colonia Villar. I omgivningarna runt Colonia Villar växer huvudsakligen savannskog.